# لیلیان ریچ

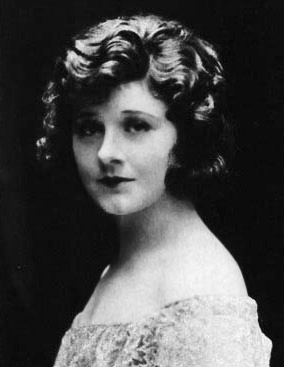

لیلیان ریچ (انگلیسی: Lillian Rich؛ ۱ ژانویهٔ ۱۹۰۰ – ۵ ژانویهٔ ۱۹۵۴) یک هنرپیشه اهل ایالات متحده آمریکا بود. وی بین سال‌های ۱۹۱۹ تا ۱۹۴۰ میلادی فعالیت می‌کرد.

## بخشی از فیلمشناسی
از فیلم‌ها یا برنامه‌های تلویزیونی که وی در آن نقش داشته‌است می‌توان به آثار زیر اشاره کرد.
- کنتاکی دربی (۱۹۲۲)
- شجاع‌دل (۱۹۲۵)
- خبر مهم و جالب (۱۹۲۶)